# Аддісон Браун
А́ддісон Бра́ун (англ. Addison Brown, 21 лютого 1830 — 9 квітня 1913) — американський ботанік, федеральний суддя США.

## Біографія
Аддісон Браун народився 21 лютого 1830 року.
У 1852 році він закінчив Гарвардський університет.
У 1854 році Аддісон Браун закінчив Гарвардську школу права, де він отримав ступінь бакалавра.
Він був суддею окружного суду США Південного округу Нью-Йорка.
Аддісон Браун завершив свою кар'єру 30 серпня 1901 і вийшов на пенсію.
Він був одним із засновників Нью-Йоркського ботанічного саду (1891) і опублікував кілька наукових робіт з ботаніки.
Аддісон Браун помер 9 квітня 1913 у Нью-Йорку.

## Наукова діяльність
Аддісон Браун спеціалізувався на насіннєвих рослинах.

## Наукові роботи
- An illustrated flora of the northern United States: Canada and the British possessions from Newfoundland to the parallel of the southern boundary of Virginia, and from the Atlantic ocean westward to the 102d meridian, three volumes. 1896–1898[4], новое издание — 1913[5][6].
- The Elgin Botanical Garden and its Relation to Columbia College and the New Hampshire Grants. 1908.